# Дюкрей, Андре
Андре́ Дюкре́й (фр. André Ducrey) — французский кёрлингист.
В составе мужской сборной Франции участник чемпионата мира 1966 (заняли седьмое место).
Играл на позиции второго.

## Команды
| Сезон   | Четвёртый          | Третий     | Второй       | Первый        | Турниры           |
| ------- | ------------------ | ---------- | ------------ | ------------- | ----------------- |
| 1965—66 | Жан Альбер Сюльпис | Ален Бозон | Андре Дюкрей | Морис Сюльпис | ЧМ 1966 (7 место) |

(скипы выделены полужирным шрифтом)